# Dvärgkämpar
Dvärgkämpar (Plantago tenuiflora) är en grobladsväxtart som beskrevs av Franz de Paula Adam von Waldstein-Wartemberg och Kit.. Enligt Catalogue of Life ingår Dvärgkämpar i släktet kämpar och familjen grobladsväxter, men enligt Dyntaxa är tillhörigheten istället släktet kämpar och familjen grobladsväxter. Enligt den svenska rödlistan från 2015 är arten nära hotad. Arten förekommer på Öland. Artens livsmiljö är jordbrukslandskap. Inga underarter finns listade i Catalogue of Life.